# Великий Двор (Бокситогорский район)
Вели́кий Двор — деревня в Большедворском сельском поселении Бокситогорского района Ленинградской области.

## История
Деревня Большой Двор упоминается на карте Санкт-Петербургской губернии 1792 года, А. М. Вильбрехта.

ВЕЛИКИЙ ДВОР (ЗВАНЫ) — деревня Великодворского общества, прихода села Званы. Река Тихвинка.  

Крестьянских дворов — 27. Строений — 82, в том числе жилых — 33. Кузница и мелочная лавка.

Число жителей по семейным спискам 1879 г.: 68 м. п., 84 ж. п.; по приходским сведениям 1879 г.: 68 м. п., 83 ж. п.

ЗВАНЫ — село. Река Тихвинка. Число жителей по приходским сведениям 1879 г.: 4 м. п., 11 ж. п.

ЗВАНЫ — усадьба. Река Тихвинка. Строений — 8, в том числе жилых — 2. Число жителей по приходским сведениям 1879 г.: 3 м. п., 3 ж. п.

Сборник Центрального статистического комитета описывал её так:

ВЕЛИКИЙ ДВОР (ЗВАНЫ) — деревня бывшая владельческая при реке Тихвинке, дворов — 25, жителей — 150; лавка. (1885 год)

В конце XIX века — начале XX века деревня административно относилась к Большедворской волости 3-го земского участка 1-го стана Тихвинского уезда Новгородской губернии.

ВЕЛИКИЙ ДВОР (ЗВАНЫ) — деревня Великодворского общества, дворов — 32, жилых домов — 56, число жителей: 115 м. п., 118 ж. п.
 
Занятия жителей — земледелие, пасека, лесные заработки. Река Тихвинка.
 
ЗВАНЫ (ЗВАНЦЫ) — погост на церковной земле, дворов — 3, жилых домов — 4, число жителей: 3 м. п., 5 ж. п.
 
Занятия жителей — земледелие, церковное служение. Река Тихвинка. Церковь, смежен с усадьбой Званы.
 
ЗВАНЫ — усадьба П. Тимофеева, дворов — 1, жилых домов — 1, число жителей: 2 м. п., 1 ж. п.
 
Занятия жителей — учительство, торговля. Река Тихвинка. Часовня, земская школа, мелочная лавка. Смежен с погостом Званы и дер. Великий Двор. (1910 год)

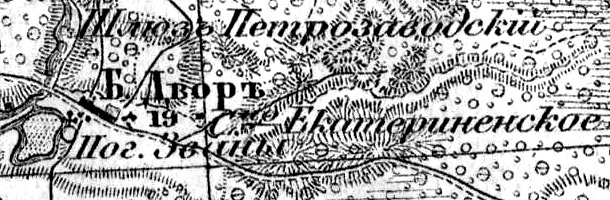
Деревня Великий Двор на карте 1913 года

Согласно карте Новгородской губернии 1913 года, деревня называлась Большой Двор и насчитывала 19 крестьянских дворов, в деревне находился погост Званы.
С 1917 по 1918 год деревня входила в состав Большедворской волости Тихвинского уезда Новгородской губернии.
С 1918 года, в составе Череповецкой губернии.
С 1924 года, в составе Пригородной волости.
С 1927 года, в составе Великодворского сельсовета Тихвинского района.
По данным 1933 года деревня Великий Двор являлась административным центром Великодворского сельсовета Тихвинского района, в который входили 6 населённых пунктов: деревни Васильево, Великий Двор, Духовщина, Масляная Гора, Минецкое, Новинка, общей численностью населения 796 человек.
По данным 1936 года в состав Великодворского сельсовета входили 5 населённых пунктов, 129 хозяйств и 4 колхоза, административным центром сельсовета была деревня Званка.
С 1952 года, в составе Бокситогорского района.
С 1954 года, в составе Большедворского сельсовета.
С 1963 года, вновь в составе Тихвинского района.
С 1965 года, вновь в составе Бокситогорского района. В 1965 году население деревни составляло 131 человек.
По данным 1966, 1973 и 1990 годов деревня Великий Двор также входила в состав Большедворского сельсовета Бокситогорского района.
В 1997 году в деревне Великий Двор Большедворской волости проживали 63 человека, в 2002 году — 51 человек (русские — 96 %).
В 2007 году в деревне Великий Двор Большедворского СП проживали 33 человека, в 2010 году — 25.

## География
Деревня расположена в северо-западной части района на автодороге 41К-035 (Большой Двор — Самойлово).
Расстояние до административного центра поселения — 10 км.
Расстояние до ближайшей железнодорожной станции Большой Двор — 8 км.
Деревня находится на левом берегу реки Тихвинка.